# Matenadaran

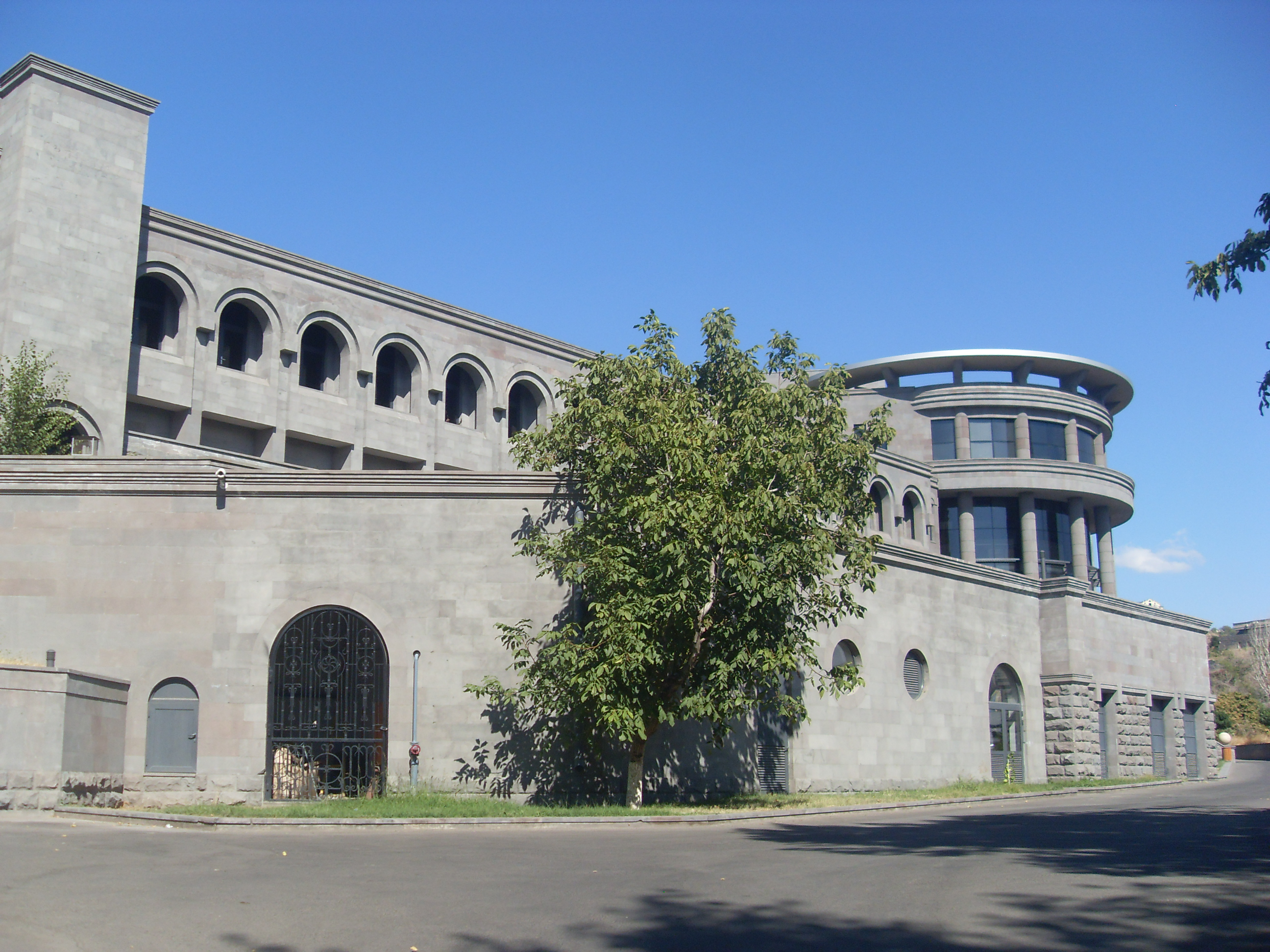
Het nieuwe deel van het Matenadaran, geopend in 2011 en bestemd voor wetenschappelijk onderzoek, ontworpen door Arthur Meschian.

Het Mesrop Mashtots-instituut voor oude handschriften (Armeens: Մեսրոպ Մաշտոցի անվան հին ձեռագրերի ինստիտուտ, Mesrop Mashtots'i anvan hin dzeṙagreri institut), ook gekend als het Matenadaran, is een bewaarplaats en onderzoeksinstelling van oude Armeense en niet-Armeense manuscripten in Jerevan, de hoofdstad van Armenië. Het is een van de oudste en rijkste manuscriptencollecties in de wereld. De collectie van het instituut is sinds 1997 ingeschreven op de Werelderfgoedlijst voor documenten van de Unesco.

## Geschiedenis van de collectie
De collectie gaat terug tot het begin van de vijfde eeuw na Christus (nl. 405), toen de Armeense heilige Mesrop Mashtots het Armeense alfabet ontwikkelde. De verzameling groeide uit tot een van de belangrijkste van de 17e eeuw in Armenië. In de 18e eeuw ging door oorlogen echter een groot deel ervan verloren. Vanaf 1828 werd de collectie uitgebreid onder Russisch toezicht, in het kader van het "nationale ontwaken". In 1920 werd de collectie samen met andere collecties door de bolsjewieken geconfisqueerd en verplaatst naar Jerevan. Op 3 maart 1959 werd het Matenaradan-instituut opgericht om de collectie te huisvesten. In 1962 werd de collectie genoemd naar Sint Mesrop Mashtots. De manuscriptencollectie werd in 1997 op de Werelderfgoedlijst voor documenten van de Unesco ingeschreven.

## Collectie
De collectie bestaat uit ongeveer 17.000 manuscripten handelend over bijna alle aspecten van de oude Armeense cultuur en wetenschappen, zoals geschiedenis, geografie, taalkunde, filosofie, rechten, geneeskunde, wiskunde en astronomie, de theorie van de kalender, alchemie en chemie, vertalingen, literatuur, chronologie, kunstgeschiedenis, miniatuurkunst, muziek en theater. De manuscripten zijn geschreven in vele talen, waaronder het Arabisch, Perzisch, Grieks, Syrisch, Latijn, Ethiopisch, Indisch, en Japans. In dit centrum van cultureel erfgoed bewaart men veel Armeense vertalingen van werken die in hun oorspronkelijke taal verloren gegaan zijn.
De basis van de verzameling was het Matenadaran in Etsjmiadzin, een manuscriptencollectie die stamt uit de vijfde eeuw en aan belang won toen de Armeens-Apostolische Kerk van Etsjmiadzin haar hoofdzetel maakte. Het oudste manuscript dat met miniaturen versierd is, is het Etsjmiadzin-evangelie. Het dateert uit 989 en telt 233 bladzijden van perkament.
Het doel van het instituut is om de collectie te bestuderen en te restaureren. Dit laatste wordt bemoeilijkt door het feit dat vaak slechts een vage afdruk van de tekst op het perkament overblijft.

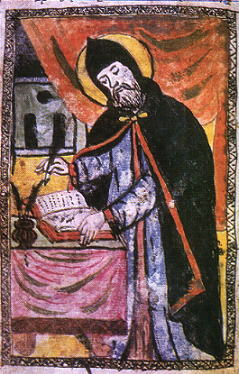
Afbeelding van Mesrop Mashtots uit de Grammatica van Simeon van Julfa
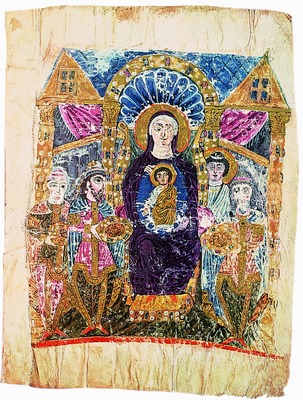
Blad uit het Etsjmiadzin-evangelie
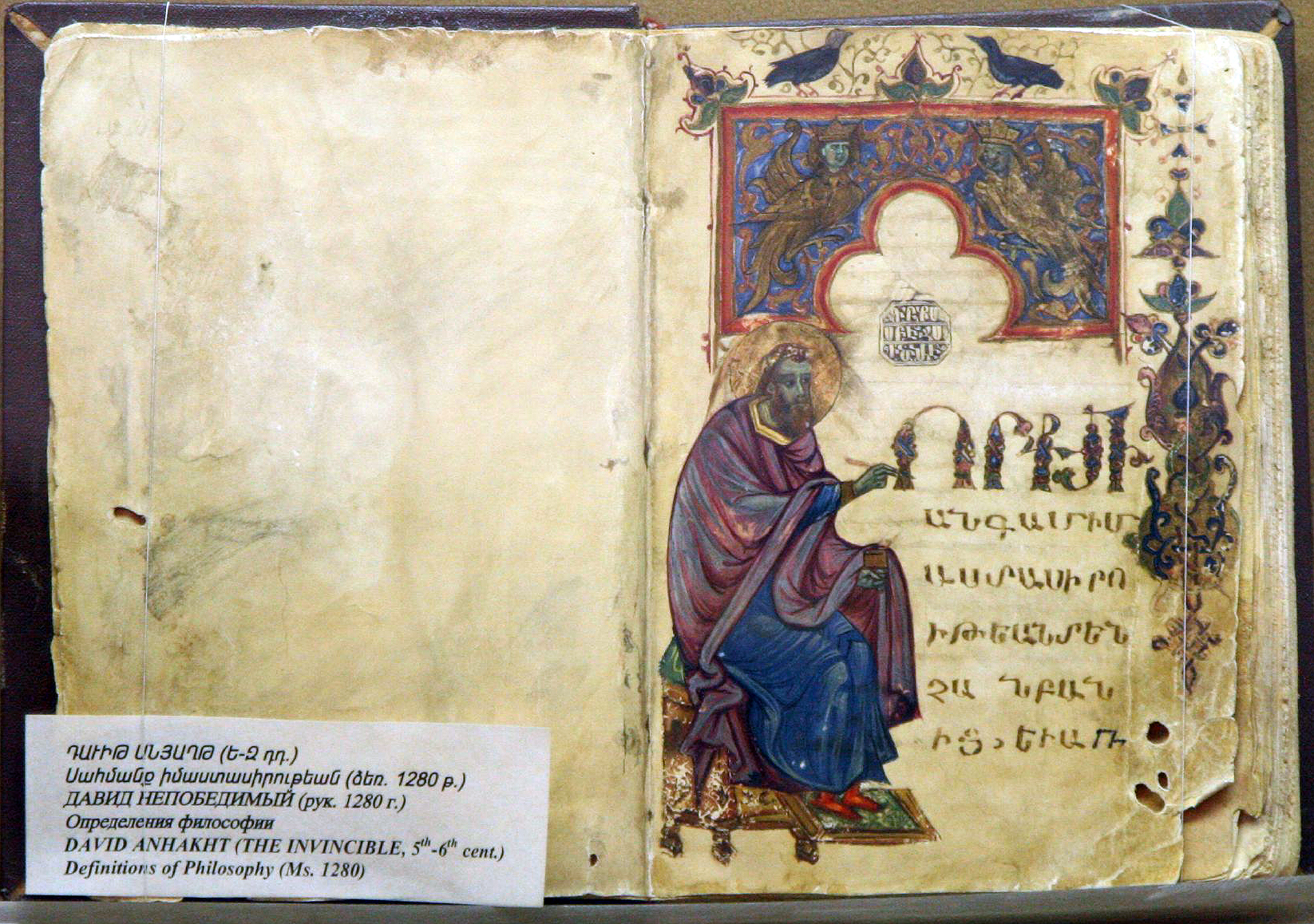
Definities van Filosofie
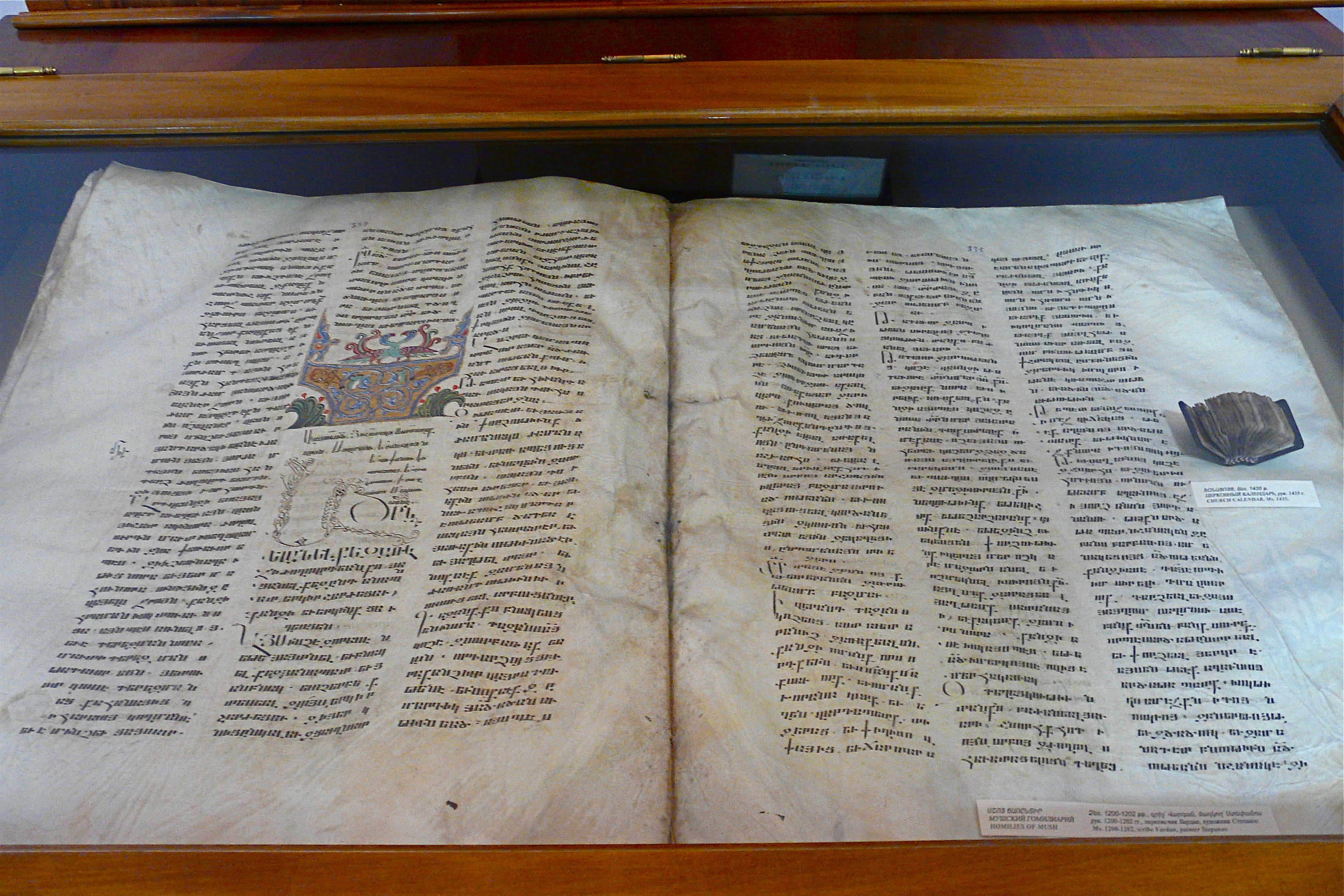
Het grootste en het kleinste evangelie van de collectie
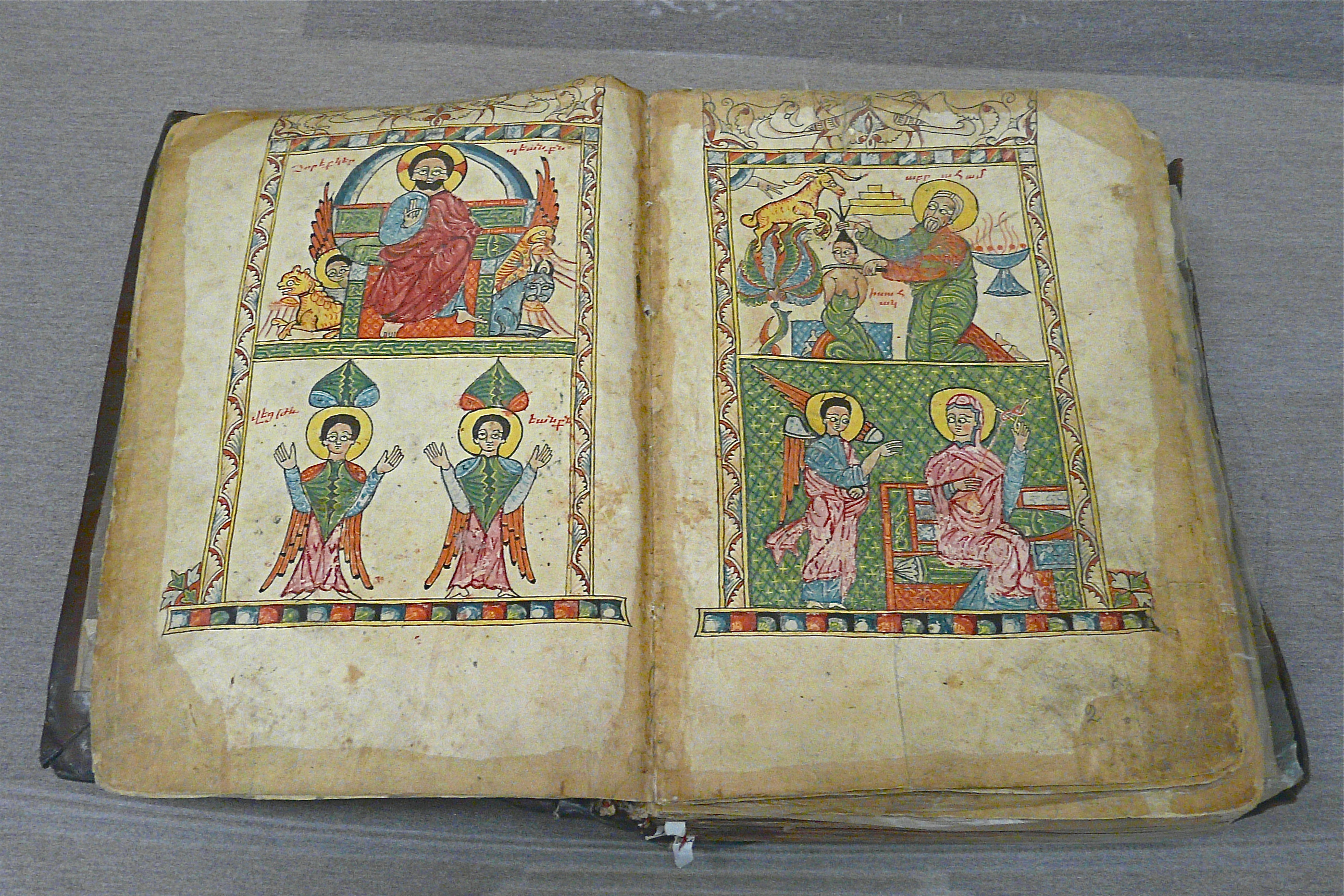